# Museo di belle arti di Budapest
Il Museo di belle arti di Budapest (in ungherese Szépművészeti Múzeum) è ospitato in un monumentale palazzo sul lato occidentale della piazza degli Eroi (Hősök tere in ungherese), eretto in stile eclettico-neoclassico dagli architetti Albert Schickedanz e Fülöp Herzog all'inizio del Novecento. Al suo interno conserva una tra le più importanti collezioni di dipinti del mondo, con opere che percorrono tutto l'arco di tempo che va dal Medioevo al Novecento e tutte le principali scuole europee.

## Storia
Il museo fu aperto al pubblico, nell'attuale sede, nel 1906. Il primo ampio nucleo delle collezioni che oggi il museo vanta venne acquisito grazie a donazioni e lasciti di nobili e prelati ungheresi che, tra Settecento ed Ottocento, avevano sviluppato una competente passione collezionistica.
Nel 1848, appena cessati i moti rivoluzionari indipendentisti, si occupò personalmente dell'ampliamento della collezione (facendovi trasferire opere provenienti da molteplici edifici pubblici) Lajos Kossuth, il popolare eroe e padre della patria ungherese.
Il suo fine era - come scrive Vittorio Sgarbi - «creare un vero tesoro nazionale che certificasse la legittimità dell'Ungheria di stare sullo stesso piano delle grandi nazioni europee (la Francia del Louvre, la Spagna del Prado, la Gran Bretagna della National Gallery), e servisse ai connazionali per trovare motivi di riconoscimento nella storia documentata da questo patrimonio, anche in rievocazione ideale del vecchio tesoro che i sovrani ungheresi avevano raccolto e che gli Ottomani avevano disperso nel Cinquecento».

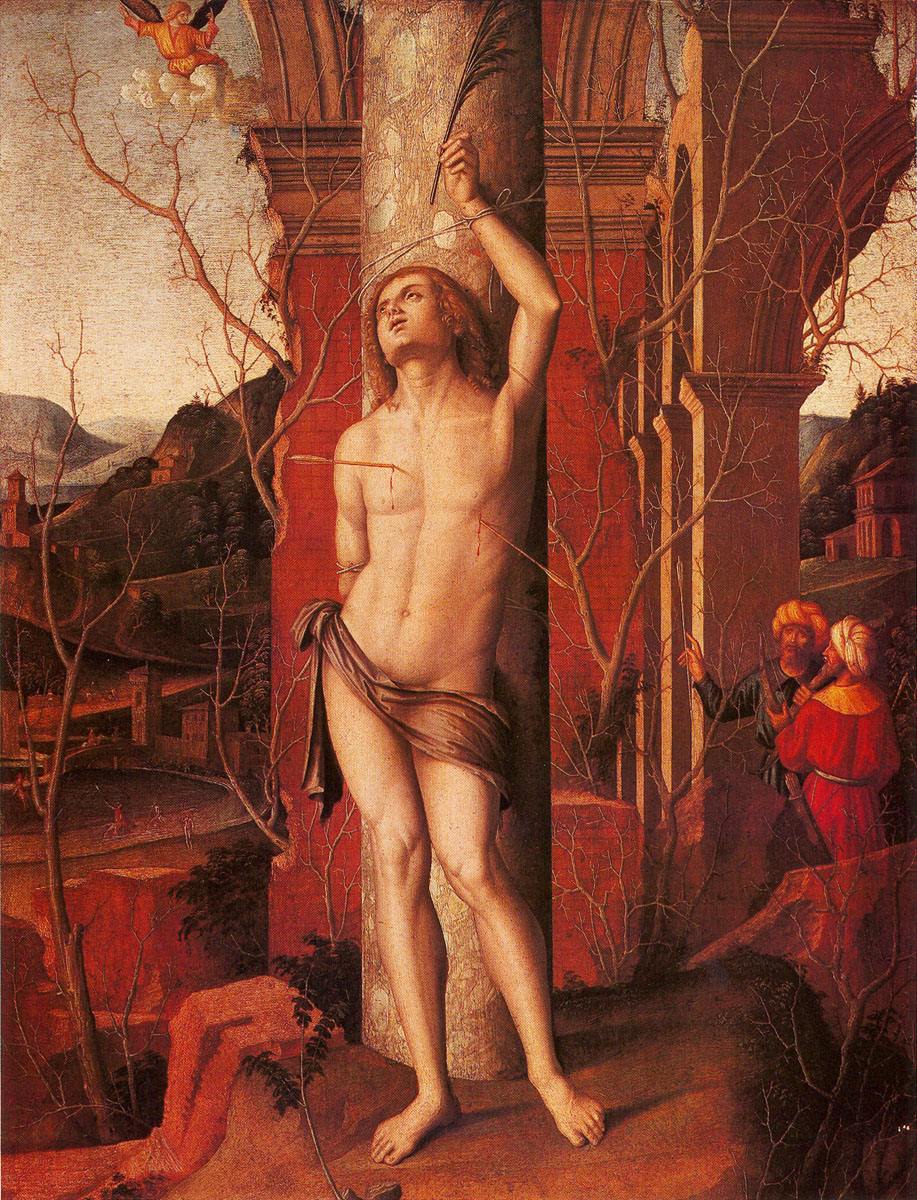
Marco Palmezzano, San Sebastiano.

Da allora la politica di ampliamento, attraverso donazioni ed acquisti, non ebbe sosta. Il più importante ampliamento avvenne nel 1870, quando la famiglia dei principi Esterházy accettò di vendere al governo la sua straordinaria raccolta comprendente 636 dipinti (con opere di pittori del calibro di Raffaello, Correggio, Veronese, Rubens, Van Dyck, Tiepolo e Goya).
Il museo fu bombardato e saccheggiato dalle truppe naziste durante la seconda guerra mondiale. Le opere trafugate furono restituite nel dopoguerra. L'ampliamento delle collezioni continuò con il governo comunista del Paese (con l'acquisto di capolavori di Poussin, El Greco, Monet, Corot e molti altri).

## Le collezioni
Le raccolte sono oggi articolate in sei sezioni:
- la collezione egizia;
- la collezione delle antichità greco-romane;
- la galleria dei maestri antichi (comprendente una sezione di pittura italiana di eccezionale ricchezza con opere da Giotto a Tiepolo; una di pittura spagnola (opere di Diego Velázquez, Ribera, El Greco, Murillo e Goya); una di pittura fiamminga e olandese (opere di Gerard David, Hans Memling, Pieter Bruegel il Vecchio, Rubens, Van Dyck, Rembrandt e la sua scuola, Jacob van Ruisdael); una comprendente la scuola germanica e austriaca (opere di Hans Holbein il Vecchio, Albrecht Dürer, Lucas Cranach il vecchio e Hans Baldung); una di pittura francese (con opere Nicolas Poussin, Claude Lorrain, Simon Vouet);
- la collezione delle sculture antiche (con l'unica opera scultorea – una statua equestre in bronzo - attribuita a Leonardo ed importanti opere rinascimentali italiane, come la Giuditta di Giovanni della Robbia e l'Arcangelo Gabriele di Agostino di Duccio);
- la collezione dell'Ottocento e Novecento (con opere di tutti i maggiori impressionisti francesi e del naturalista lombardo Leonardo Bazzaro;
- Il Gabinetto dei disegni e delle stampe (composto da circa diecimila disegni e da più di centomila stampe).

Una mostra dal titolo Da Raffaello a Goya. Ritratti dal Museo di belle arti di Budapest, tenuta a Torino tra l'ottobre 2004 e il gennaio 2005, ha consentito al grande pubblico di apprezzare la straordinaria collezione di ritratti presenti nel museo (opere di Raffaello, Gentile Bellini, Tiziano, Tintoretto, Moroni, Veronese, El Greco, Rubens, Goya e molti altri).

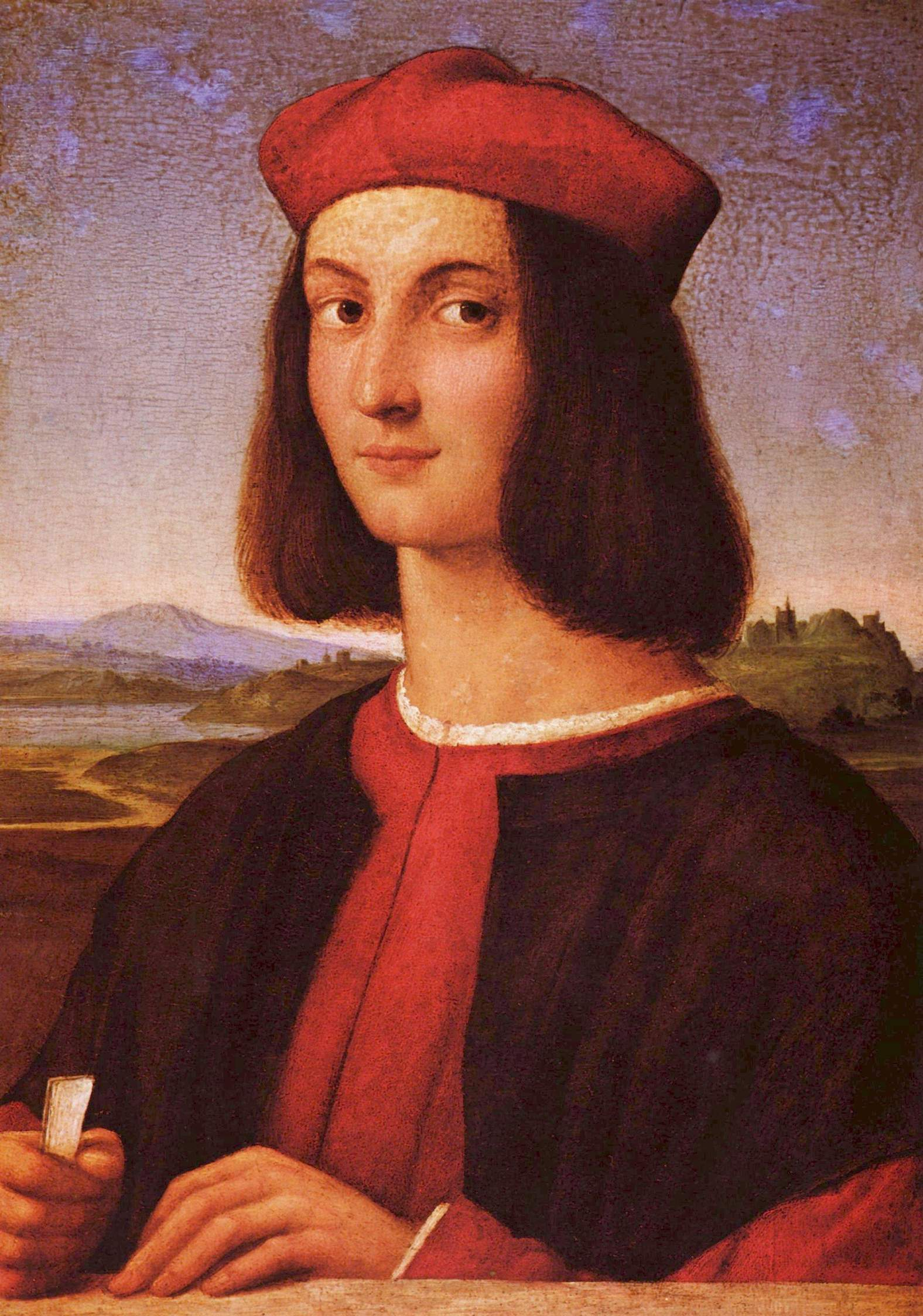
Raffaello, Ritratto di Pietro Bembo (1504 circa).

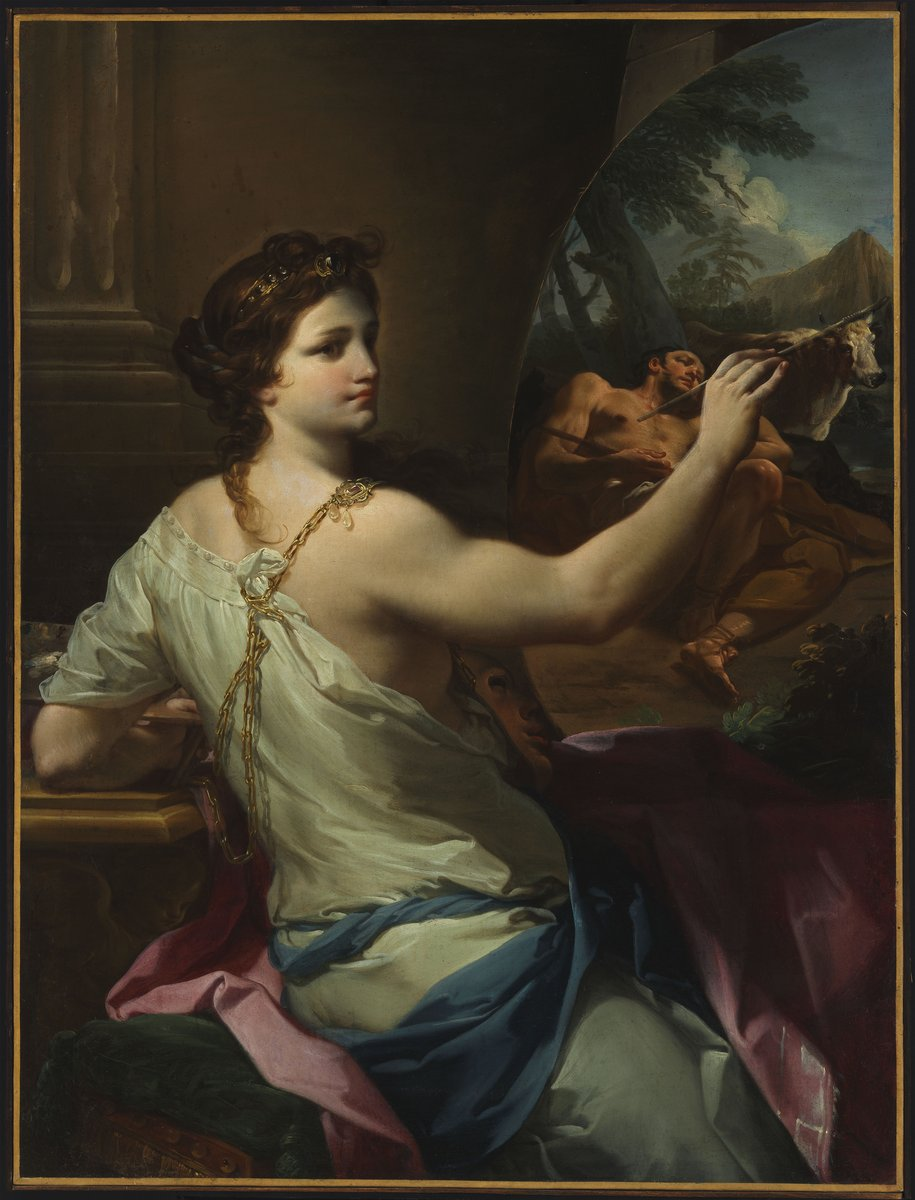
Corrado Giaquinto, Allegoria della pittura, (1750 circa).

### Opere principali
- Hans Baldung, Adamo ed Eva, 1524
- Pieter Bruegel il Vecchio, Predica di san Giovanni Battista, 1566
- Cima da Conegliano, San Girolamo nel deserto, 1495
- Correggio, Madonna del Latte e un angelo, 1524 circa
- Carlo Crivelli, Madonna col Bambino, 1476 circa
- Albrecht Dürer, Ritratto d'uomo, 1504 circa
- Duccio di Buoninsegna, Incoronazione della Vergine, 1308-1311
- Artemisia Gentileschi, Giaele e Sisara, 1620
- Domenico Ghirlandaio, Santo Stefano, 1490-1494
- Giorgione
  - Ritratto di giovane, 1500 circa
  - Autoritratto, 1510
- El Greco, Maddalena penitente, 1576–1578
- Jusepe de Ribera, Martirio di sant'Andrea, 1628
- Francisco Goya
  - L'acquaiola, 1808-1812
  - L'arrotino, 1808-1812
- Michele Pannonio, Thalia, 1456 circa
- Raffaello
  - Ritratto di giovane (o di Pietro Bembo), 1504 circa
  - Madonna Esterhazy, 1508
- Willem Buytewech, Allegra compagnia, 1620-1622 circa
- Sebestyén Hann, Le brocche argentate, 1690 circa
- Corrado Giaquinto
  - Allegoria della pittura, 1750 circa
  - Angelo annunciante, 1745-1750 circa
- Giambattista Tiepolo, San Giacomo Maggiore conquistatore dei mori, 1749–1750